# 朗蒂耶尔
朗蒂耶尔（法語：Lentillères，法語發音：[lɑ̃tijɛʁ]）是法国阿尔代什省的一个市镇，属于拉让蒂耶尔区。该市镇2009年时的人口为231人。

## 人口
朗蒂耶尔人口变化图示
| 数据来源：INSEE |